# Sainte-Pexine
Sainte-Pexine – miejscowość i gmina we Francji, w regionie Kraj Loary, w departamencie Wandea.
Według danych na rok 1990 gminę zamieszkiwały 232 osoby, a gęstość zaludnienia wynosiła 15 osób/km² (wśród 1504 gmin Kraju Loary Sainte-Pexine plasuje się na 1037. miejscu pod względem liczby ludności, natomiast pod względem powierzchni na miejscu 758.).